# جيمي واتسون
جيمي واتسون (بالإنجليزية: Jimmy Watson)‏ (1 يناير 1914 بدورهام، إنجلترا في المملكة المتحدة - 1 يناير 1979 ببرستل في المملكة المتحدة) هو لاعب كرة قدم بريطاني (وحمل سابقاً جنسية المملكة المتحدة لبريطانيا العظمى وأيرلندا) في مركز الهجوم. لعب مع برايتون أند هوف ألبيون ونادي بريستول روفيرز ونادي غيلينغهام ونادي نورثامبتون تاون ونوتس كاونتي وTunbridge Wells F.C. ‏.